# Lymeon nigromaculatus
Lymeon nigromaculatus là một loài tò vò trong họ Ichneumonidae.